# Scaphytopius pallidus
Scaphytopius pallidus är en insektsart som beskrevs av Delong 1944. Scaphytopius pallidus ingår i släktet Scaphytopius och familjen dvärgstritar. Inga underarter finns listade i Catalogue of Life.